# Kevin Kiner
Kevin David Kiner, född 3 september 1958 i Escondido i Kalifornien, är en amerikansk kompositör inom film och TV. Han är bland annat känd för sina respektive arbeten i Star Wars-TV-serierna The Clone Wars, Rebels, Uslingarna, Tales of the Jedi och Ahsoka. För sitt arbete med de två förstnämnda serierna, blev Kiner nominerad till flera priser på Primetime Emmy Awards, Daytime Emmy Awards och Annie Awards, samt att han även vann pris för sina respektive andra musikarbeten i TV-serierna CSI: Miami, Narcos: Mexico, Making a Murderer och Walker, Texas Ranger  på film- och TV-prisgalan BMI Awards.
Efter high school studerade Kiner på ett premedicinskt program på University of California, Los Angeles (UCLA), men bestämde sig senare för att fortsätta spinna vidare på sin passion för musik. Han har två barn, sonen Sean och dottern Deana Kiner, som liksom sin far arbetar inom musikbranschen, detta under duonamnet Kiner Music.

## Filmografi (i urval)

### Filmer
| År   | Titel                          | Regissör(er)     | Studio(s)                                          | Noter                            |
| ---- | ------------------------------ | ---------------- | -------------------------------------------------- | -------------------------------- |
| 1993 | Leprechaun                     | Mark Jones       | Trimark Pictures                                   | i.u.                             |
| 1995 | Black Scorpion                 | Jonathan Winfrey | Showtime                                           | i.u.                             |
| 1997 | The Pest                       | Paul Miller      | TriStar Pictures The Bubble Factory                | i.u.                             |
| 2001 | Hotet från underjorden 3       | Brent Maddock    | Universal Pictures                                 | Direkt till video                |
| 2008 | Star Wars: The Clone Wars      | Dave Filoni      | Lucasfilm Animation Warner Bros. Pictures          | Star Wars-teman av John Williams |
| 2017 | Unthinkable                    | Jonathan Baker   | Lionsgate Premiere                                 | i.u.                             |
| 2017 | Ghost in the Shell             | Rupert Sanders   | Paramount Pictures                                 | Ytterligare musikkompositör      |
| 2023 | Guardians of the Galaxy Vol. 3 | James Gunn       | Marvel Studios Walt Disney Studios Motion Pictures | Ytterligare musikkompositör      |

### TV-serier
| År              | Titel                            | Showrunner(s)                                    | Studio(s)                                                                                    | Noter |
| --------------- | -------------------------------- | ------------------------------------------------ | -------------------------------------------------------------------------------------------- | --- |
| 1988–1992       | Superboy                         | Ilya och Alexander Salkind                       | DC Comics Syndikering                                                                        | i.u. |
| 1997–2001       | Walker, Texas Ranger             | Leslie Greif Paul Haggis                         | CBS                                                                                          | Vinnare av en BMI TV Music Award                                                                                |
| 1997–2003       | Stargate SG-1                    | Brad Wright Jonathan Glassner                    | MGM Television Showtime                                                                      | Samkomponerad med Joel Goldsmith, Richard Band, Dennis McCarthy och Neal Acree.                                 |
| 2000–2002       | The Invisible Man                | Matt Greenberg                                   | Stu Segall Productions USA Cable Entertainment                                               | i.u. |
| 2003–2012       | CSI: Miami                       | Anthony E. Zuiker Ann Donahue Carol Mendelsohn   | CBS                                                                                          | Samkomponerad med Jeff Cardoni Vinnare av en BMI TV Music Award                                                 |
| 2004–2005       | Star Trek: Enterprise            | Brannon Braga och Manny Coto                     | Paramount Domestic Television UPN                                                            | i.u. |
| 2008–2014, 2020 | Star Wars: The Clone Wars        | George Lucas (säsong 1–6) Dave Filoni (säsong 7) | Lucasfilm Animation Cartoon Network Netflix Disney+                                          | |
| 2011–2016       | Hell on Wheels                   | Joe Gayton Tony Gayton John Wirth                | Entertainment One AMC                                                                        | i.u. |
| 2014–2018       | Star Wars Rebels                 | Dave Filoni                                      | Lucasfilm Animation Disney+                                                                  | |
| 2014–2019       | Jane the Virgin                  | Jennie Snyder Urman                              | Electus CBS Television Studios The CW                                                        | i.u. |
| 2015–2017       | Transformers: Robots in Disguise | Adam Beechen Duane Capizzi Jeff Kline            | Hasbro Studios Cartoon Network                                                               | Komponerad med Kevin Manthei                                                                                    |
| 2015–2018       | Making a Murderer                | Laura Ricciardi Moira Demos                      | Netflix                                                                                      | Vinnare av en BMI TV Music Award                                                                                |
| 2018–2019       | Single Parents                   | Elizabeth Meriwether J. J. Philbin               | 20th Century Fox Television                                                                  | Samkomponerad med barnen Sean och Deana Kiner                                                                   |
| 2018–2023       | Titans                           | Greg Walker                                      | Warner Bros. Television Studios DC Universe HBO Max                                          | Komponerad med Clint Mansell                                                                                    |
| 2019–2022       | City on a Hill                   | Charlie MacLean                                  | Showtime                                                                                     | i.u. |
| 2019–2023       | Doom Patrol                      | Jeremy Carver                                    | Warner Bros. Television Studios DC Universe HBO Max                                          | Komponerad med Clint Mansell                                                                                    |
| 2021–2024       | Star Wars: Uslingarna            | Jennifer Corbett                                 | Lucasfilm Animation Disney+                                                                  | Komponerad med barnen Sean och Deana Kiner; ytterligare musik av David Glen Russell, Nolan Markey och Peter Lam |
| 2021            | Trese                            | Budjette Tan Kajo Baldisimo                      | Base Entertainment                                                                           | Komponerad med barnen Sean och Deana Kiner                                                                      |
| 2022–nutid      | Peacemaker                       | James Gunn                                       | Warner Bros. Television DC Studios The Safran Company Troll Court Entertainment              | Komponerad med Clint Mansell                                                                                    |
| 2022–nutid      | Star Wars: Tales of the Jedi     | Dave Filoni                                      | Lucasfilm Animation Disney+                                                                  | Komponerad med barnen Sean och Deana Kiner; ytterligare musik av David Glen Russell och Nolan Markey            |
| 2023            | Ahsoka                           | Dave Filoni                                      | Lucasfilm Disney+                                                                            | Ytterligare musik av barnen Sean och Deana Kiner, samt David Glen Russell                                       |
| 2024–nutid      | Creature Commandos               | Dean Lorey                                       | DC Studios Warner Bros. Animation The Safran Company Troll Court Entertainment Lorey Stories | Komponerad med Clint Mansell                                                                                    |

### Videospel
| År   | Titel         | Noter                       |
| ---- | ------------- | --------------------------- |
| 2010 | GoldenEye 007 | Komponerat med David Arnold |
| 2012 | 007 Legends   | Komponerat med David Arnold |